# گری (رمان)
گری: پنجاه سایه‌گری به زبان کریستین گری یا گری، رمان عاشقانه و اروتیک محصول ۲۰۱۵ و به قلم نویسنده بریتانیایی، ای. ال جیمز است. این کتاب چهارمین بخش از مجموعه پنجاه سایه است، که در ابتدا فن فیکشن داستان پرطرفدار گرگ و میش بود. کتاب‌ها دراصل از زبان شخصیت زن داستان گفته می‌شد درحالیکه گری از زبان شخصیت مرد داستان دربارهٔ اتفاقات کتاب اول، پنجاه سایه گری، است.

## خلاصه
کریستین گری، یک تاجر موفق و ثروتمند ۲۷ ساله با آناستازیا استیل ۲۱ ساله ملاقات می‌کند. هردو به هم جذب می‌شوند و وارد یک رابطه بی دی اس ام می‌شوند. بعد از شروع رابطه، هیچ چیز مثل قبل نیست. آنای خجالتی می‌تواند مستقیم قلب سرد و آسیب دیده کریستین را ببیند. کریستین امید دارد آنا بتواند وحشت‌های دوران کودکیش را رفع کند ولی تمایلات جنسی تاریک و از خودبیزاریش شاید آنا را دور کند.

## تکامل
در ۱ ژوئن ۲۰۱۵ جیمز اعلام کرد در حال نوشتن یک کتاب دیگر برای سری پنجاه سایه بخاطر درخواست هواداران بوده‌است. همان روز او عکسی در اینستاگرامش پست کرد که نشان می‌داد نام کتاب گری خواهد بود و از زبان کریستین‌گری می‌باشد. بعلاوه او گفت به عمد تاریخ انتشار را همزمان با تولد کریستین انتخاب کرده‌است. پیش خرید این کتاب بشدت زیاد بود و باعث شد خرده فروش‌های زیادی سفارش انبوهی از آن را برای پاسخ به نیاز هواداران دادند. یکی از ویراستارهای بوکسلر هم بیان کرد که‌گری می‌تواند لقب "بزرگترین کتاب سال" را بگیرد.
در ۱۱ ژوئن ۲۰۱۵، رندوم هاوس گزارش کرد که یک نسخه کامل ازگری دزدیده شده و پلیس در حال بررسی است. دزدی که در ۸ ژوئن ۲۰۱۵ رخ داد، با افشای رمان خورشید نیمه شب از استفانی میر مقایسه شد؛ رمانی منتشر نشده که رویدادهای گرگ و میش را از زبان ادوارد کولن می‌گوید. این سرقت باعث شد میر از انتشار کتاب دست بکشد ولی جیمز بیان کردگری طبق برنامه عرضه می‌شود.
این کتاب در ۱۸ ژوئن ۲۰۱۵، همزمان با تولد کریستین‌گری عرضه شد و در اولین انتشار، ۱٫۲۵ میلیون نسخه از آن به چاپ رسید.

## بازخورد
بازخوردهای این کتاب معمولاً منفی بود و خیلی از منتقدان بیان کردند که این کتاب بسیار به پنجاه سایه‌گری شباهت داشت. منتقد ادبی دیلی میلز نظر داد "خانم جیمز به سادگی کل کتاب اول را درنظر گرفت و کلمه به کلمه از دیالوگ‌های تصنعی را بازتولید کرد و افکار خود کریستین را به آن افزود."
ایندپندنت کتاب و افزودن نظرات درونی کریستین را نقد کرد و بیان کرد او "زندگی ذهنی بی مفهومی" دارد و اینکه "تاثیرات آنا روی او بشدت مسخره است و بقیه نظرات درونی او توضیح چیزهای معلوم است." تلگراف یک مرور سوزان نوشت و گفت "به اندازه یک شرح حال غمگین سکسی بود و به اندازه یک متجاوز جنسی شهوت انگیز". بعلاوه افزود "سخت است بفهمیم خانم استیل در او چه می‌بیند. حتی اگر سعی کنید او را با جیمی درنان تجسم کنید، درنان سریال سقوط را درنظر می‌آورید."
گاردین نوشت که درحالیکه اولین کتاب "یک تصویر جالب و ملایم از فانتزی یک زن" بود، این کتاب "دربارهٔ کار پیچیده یک فرد بشدت روانی است."
در آمریکا، واشنگتن پست هم کمی از مجموعه اصلی را در این کتاب جدید پیدا کرد: "آنا افکار عجیبی دارد، یک الهه درونی پیچیده که مستعد پرش است و یک حس شگفتی خام که "پنجاه سایه" را جذاب می‌کرد و به مخاطب یادآور می‌شد که داستان را زیاد جدی نگیرد. اما در "گری" هیچ‌کدام از آن‌ها نیست. این کتاب تاریک و بی رحم و زیادی جدی است، مثل آقای گری."
بازخورد هواداران برای‌گری مثبت بود و کتاب فروشی بالغ بر ۱میلیون نسخه در هفته اول انتشار داشت.